# Nuadhibú
Nuadhibú (arabsky نواذيبو [Nuwāḏībū], francouzsky Nouadhibou) je město ležící na atlantickém pobřeží Mauritánie. Žije zde přibližně 118 tisíc obyvatel. Je sídlem vilájetu Dachlet Nuadhibú. Ekonomicky jde o druhé nejvýznamnější mauritánské město.
Město leží na poloostrově poblíž Bílého mysu (arabsky رأس نواذيبو [Rā's Nuwāḏībū]), na hranici se Západní Saharou.
Město se dříve nazývalo Port Étienne.

## Dějiny
V roce 1907 město pojmenoval bývalým názvem guvernér Francouzské západní Afriky Ernest Roume po francouzském ministru kolonií Eugènu Étiennovi. Ve 30. letech se stalo základnou letecké společnosti Aéropostale.

## Hospodářství
Nuadhibú je druhé ekonomicky nejvýznamnější mauritánské město po Nuakšottu. Na jeho jižním okraji leží přístav Port Central, kde se ročně přeloží více než 10 miliónů tun železné rudy. Přístav má rovněž velký význam pro rybolov, takže přitahuje obyvatele z jihu země. Od r. 2006, co byly zesíleny hranice španělských enkláv v Maroku Ceuta a Melilla, se do přístavu se rovněž stahují Afričané, kteří odtud chtějí emigrovat do Evropy přes Kanárské ostrovy. V přilehlém zálivu Lévrier se nachází velký hřbitov lodí.
Město má nejlepší dopravní spojení z celé Mauritánie. Vede sem vede železnice z města Zouérat, kde jsou významné doly na železnou rudu. Jde o jedinou železnici v Mauritánii. Nedaleko od města prochází i hlavní mauritánský silniční tah spojující hlavní město Nuakšott s Marokem.
Město je centrem obchodu se saharskými meteority. Je také turistickým cílem, především pro sportovní rybáře.

## Obyvatelstvo
Počet obyvatel se odhaduje na 118 167 (2013), některé zdroje uvádějí i 150 000. Podle posledního sčítání v roce 2000 zde žilo 74 337 obyvatel.
Poblíž města se nachází tábor pro imigranty, který je financován Španělskem.

## Partnerská města
- Las Palmas de Gran Canaria, Španělsko

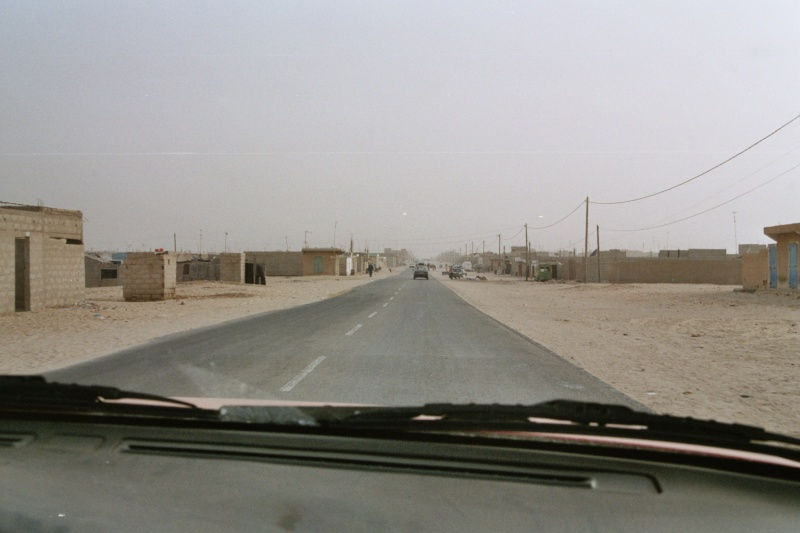
Ulice
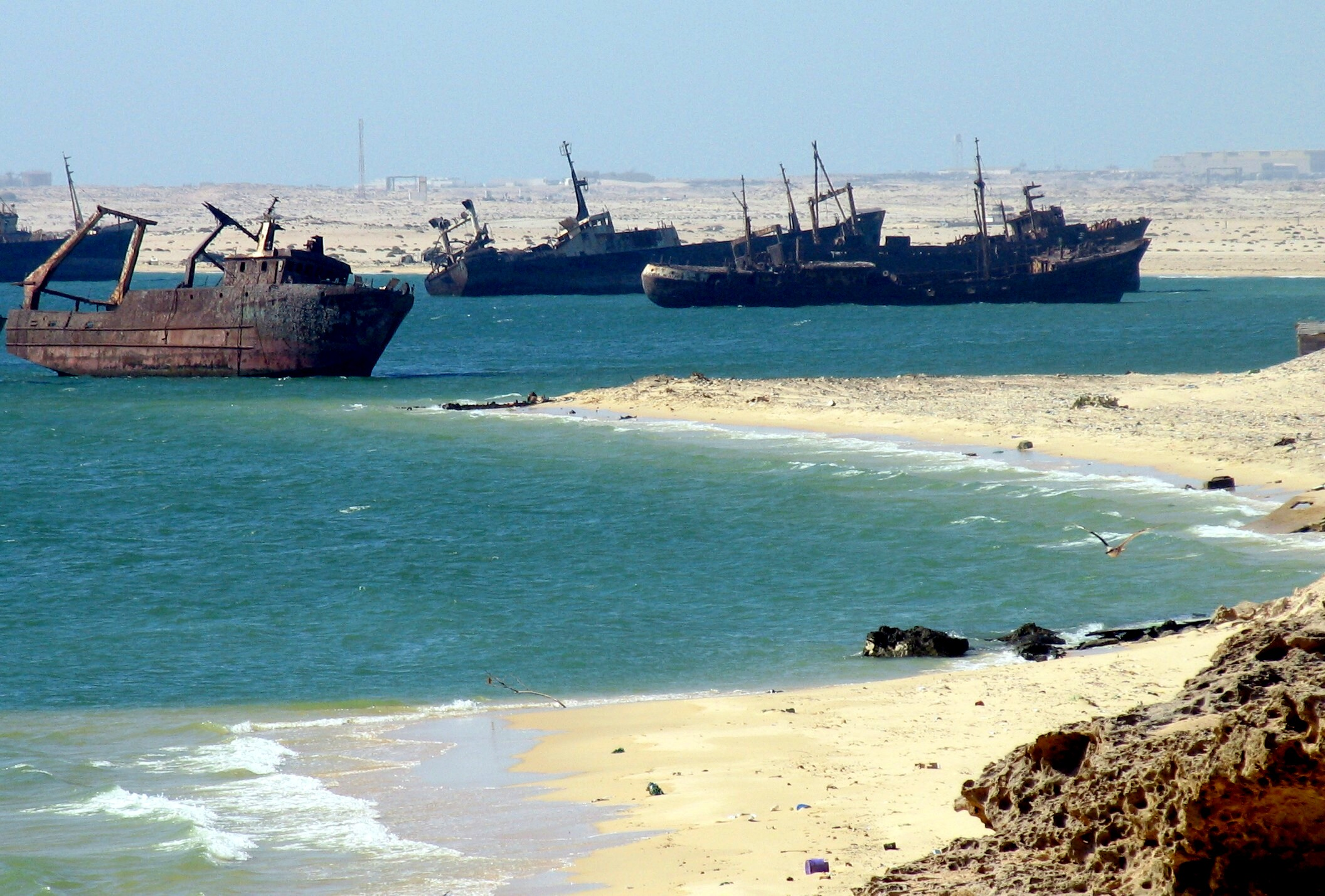
Hřbitov lodí
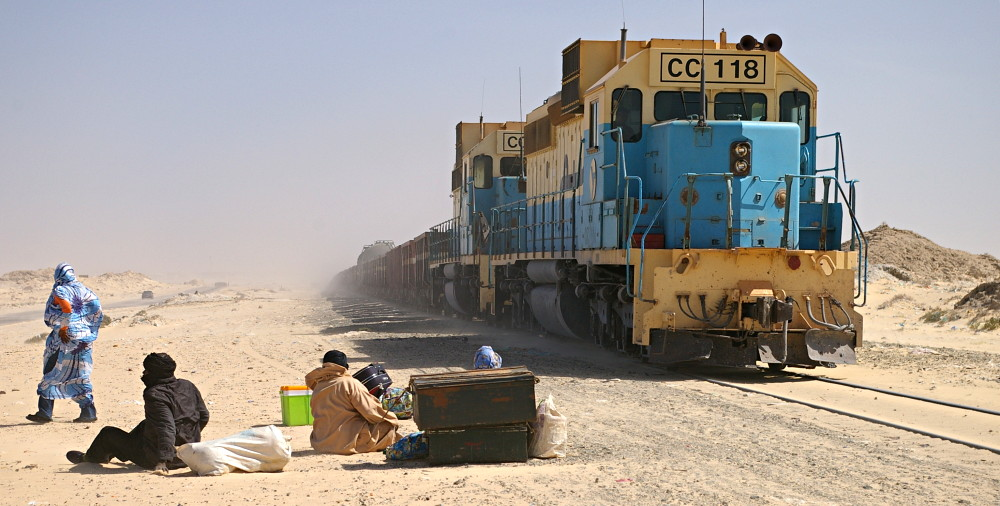
Vlak u Nuadhibú
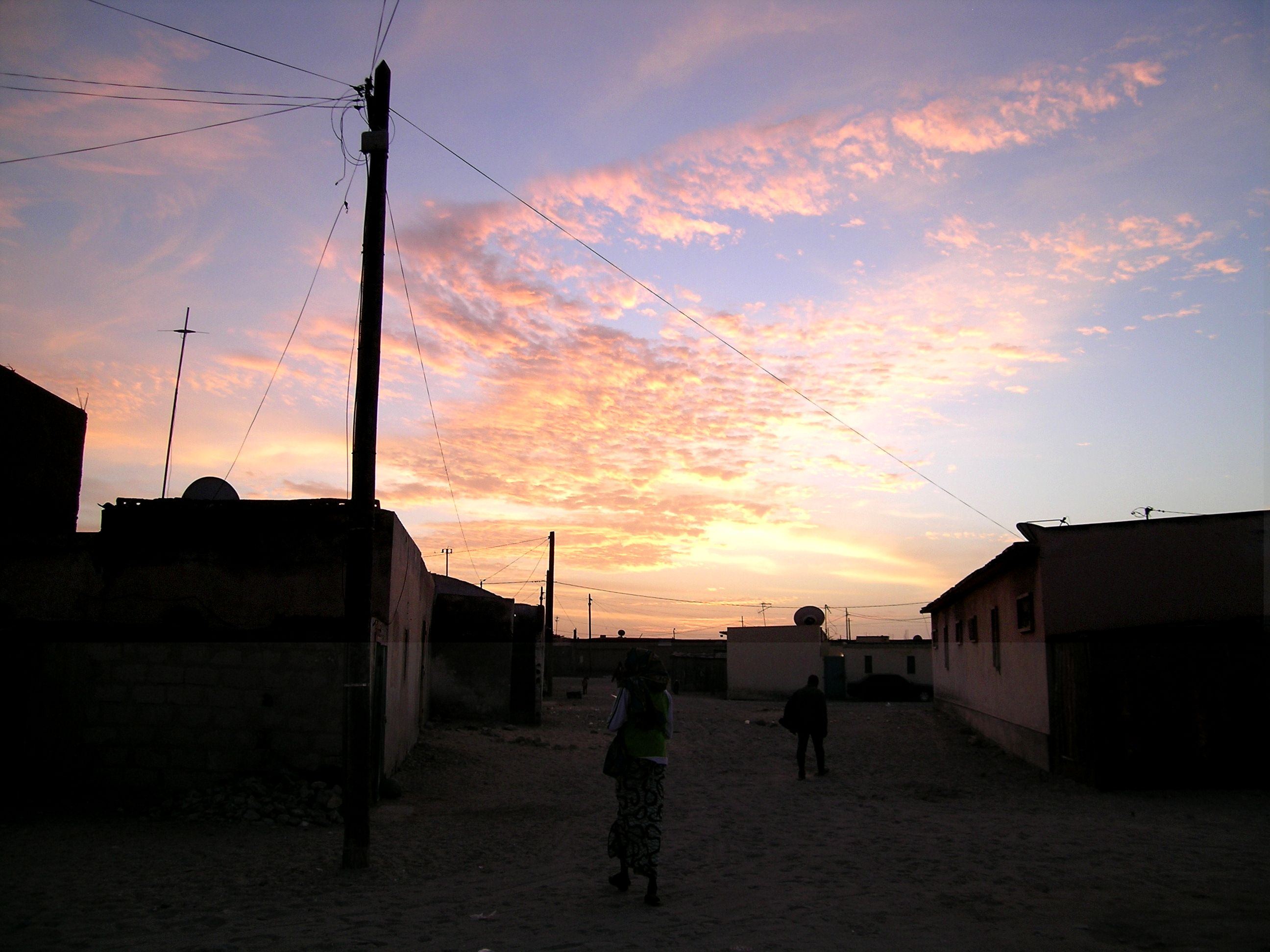
Ulice po ránu